# فيتوريا-غاستيز
فيتوريا-غاستايز (بالإسبانية: Vitoria-Gasteiz) هي مدينة تقع في شمال إسبانيا، هي عاصمة مقاطعة ألافا ومنطقة إقليم الباسك.

## الديموغرافيا
يبلغ عدد سكان مدينة فيتوريا-غاستايز 255.886 نسمة عام 2023 (وفقاً للمعهد الوطني للإحصاء الإسباني).
| 214.234 | 217.154 | 221.270 | 226.490 | 229.484 | 235.661 | 239.562 | 255.886 |

## توأمة
لفيتوريا-غاستيز اتفاقيات توأمة مع كل من:
- كوتايسي
- فيتوريا، البرازيل
- أنغوليم
- Cogo, Equatorial Guinea [الإنجليزية]‏
- آناهايم
- سولانا، بيرو

## أعلام
- غايزكا توكويرو
- راميرو دي مايثتو
- إميليو ألافا
- إيغور غونزاليس دي غالديانو
- أيتور أوسيو
- دالماثيو لانغاريكا
- كولدو آلفاريز
- جون بيلباو
- خوسيه ماريا كيرادا لاتيوندو